# Pan-Americana
Pan-Americana est un film musical américain réalisé par John H. Auer et sorti en 1945.

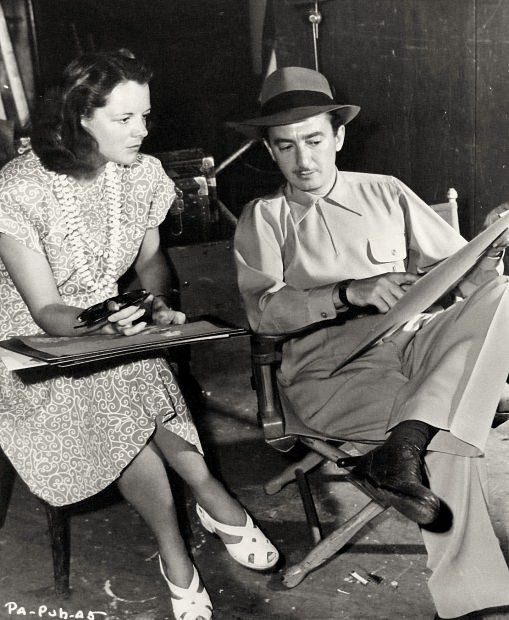
La costumière Renié et le réalisateur John H. Auer lors du tournage du film (photo promotionnelle).

Le film est un exemple de la politique de bon voisinage qui encourage les américains à voyager en Amérique du Sud pour leurs vacances, et c'est aussi le dernier du genre.

## Synopsis
La journaliste américaine Jo Anne Benson voyage avec le photographe Dan Jordan au Mexique, à Cuba et au Brésil afin de réaliser un reportage pour le magazine Western World, et rencontre à cette occasion une variété d'artistes sud-américains.

## Fiche technique
- Réalisation : John H. Auer
- Assistant réalisateur : Ruby Rosenberg
- Scénario : Lawrence Kimble
- Producteur : John H. Auer
- Photographie : Frank Redman
- Montage : Harry Marker
- Musique : Leigh Harline, Constantin Bakaleinikoff
- Genre : comédie romantique musicale[3]
- Production : RKO Radio Pictures
- Durée : 84 minutes
- Date de sortie : 22 mars 1945 (New York)

## Distribution
- Phillip Terry : Dan Jordan
- Audrey Long : Jo Anne Benson
- Robert Benchley : Charlie Corker
- Eve Arden : Helen « Hoppy » Hopkins
- Ernest Truex : oncle Rudy
- Marc Cramer : Gerold « Jerry » Bruce
- Lita Baron : Lupita
- Rosario and Antoni
- Miguelito Valdés
- Harold Liebman et Lola Liebman
- Louise Burnette
- Chinita
- Chuy Castillion
- Chuy Reyes et son Orchestre
- Nestor Amaral et son groupe de Samba
- Rita Corday : Pan-American Girl
- Jane Greer : Mlle. Downing
- Julian Rivero : Pablo le guide